# 朝田インターチェンジ
朝田インターチェンジ（あさだインターチェンジ）は、山口県山口市朝田にある、山口宇部道路のインターチェンジである。
山口宇部道路の起点であり、地域高規格道路山口宇部小野田連絡道路の起点でもある。

## 歴史
- 2011年7月31日 - 山口宇部道路朝田IC - 嘉川IC間延伸開通に伴い供用開始[1]。

## 周辺
- JR山口線 大歳駅
- 維新百年記念公園
- パナソニックエレクトロデバイスジャパン アルミキャパシタディビジョン（旧・山口松下電器）
- 山口市立鴻南中学校

## 接続する道路
- 国道9号（山口バイパス）
- 山口県道204号宮野大歳線
国道9号は益田方面とのみ接続しており、下関方面からは県道宮野大歳線経由で接続する。

## 料金所
無料区間につき料金所なし

## 隣
山口宇部道路
朝田IC - 流通センターIC